# مخيمات ولسبرينج
مخيمات ولسبرينج هي عبارة عن مجموعة من مخيمات حول الصحة والسلامة للأطفال في كاليفورنيا وفلوريدا. يركز المخيم على تغيير السلوك وأنماط الأكل من أجل خلق أساليب حياة صحية طويلة الأمد للمشاركين. بسبب «الجدوى الاقتصادية» لم تعد تعمل مخيمات ولسبرينج في الوقت الراهن. ومع ذلك، كان المخيم يعمل سابقاً في لا جولا بولاية كاليفورنيا وملبورن بولاية فلوريدا.

## التاريخ
في يونيو 2004، افتتح أول معسكرين صيفيين تحت اسم شركة «أكاديميات الحياة الصحية». استقبل مخيم ولسبرينج، الذي يقع في جبال آديرونداك في نيويورك، النساء اللواتي تتراوح أعمارهن بين 16 و23 عامًا. قد قَبَلَ مخيم ولسبرينج المغامر، في جبال ولاية كارولينا الشمالية، بنين وفتيات الذين تتراوح أعمارهم بين 10-17 سنة. تم تعيين ريان كريج عضو سابق في مجلس مديري إدارة مؤسسة اسبن للتعليم كرئيس للأكاديميات. ويرأس البرنامج الطبي أكاديميات الحياة الصحية الدكتور دانيال إس كيرشنباوم، والذي تم اختياره بسبب خبرته في تطوير برامج ناجحة لإنقاص الوزن للمستشفيات في جميع أنحاء البلاد، وهو رئيس سابق لشعبة التمارين الرياضية وعلم النفس الرياضي في جمعية علم النفس الأمريكية وقد ألف أكثر من 100 مقالة علمية وثمانية كتب، بما في ذلك «علاج السمنة لدى الأطفال والمراهقين» و«الحقائق التسعة حول فقدان الوزن».

### المجلس الاستشاري الأصلي
من أجل إطلاق برنامج المخيم، جمعت أكاديميات الحياة الصحية مجلسًا استشاريًا متكون من خبراء في السمنة عند الأطفال. وشمل أعضاء المجلس الإداري: الدكتور كيلي د. براونيل، أستاذ ورئيس قسم علم النفس في جامعة ييل ومدير مركز ييل للأكل واضطرابات الوزن؛ وجورجيا كوستاس مدير التغذية في عيادة كوبر في دالاس، وصاحبة رسالة "حل كوبر كلينك" لثورة النظام الغذائي"؛ والدكتوره ميليندا سوثرن بجامعة علوم الصحة ولاية لويزيانا ومراكز بنينجتون، ومؤلفة "تريم كيدز" أي تقليم الأطفال وخطة الإثبات التي استمرت 12 أسبوعاً والتي ساعدت آلاف الأطفال على تحقيق وزن صحي؛ ودنيس ستايني، الدكتور في الطب؛ ورومسي رئيس لأمراض الغدد الصماء لدى الأطفال في جامعة كاليفورنيا ديفيس، وهو اختصاصي في الغدد الصماء في طب الأطفال متخصص في السمنة عند الأطفال ومضاعفاتها.

## الجدال
واحدة من الحالات الأكثر شهرة لولسبرينج كانت جورجيا ديفيس، التي كسبت أكثر من 500 رطلا بعد مغادرة ولسبرينج.
كشفت دراسة قديمة منذ عام 2005 تضم مجموعة صغيرة مختارة من المخيمين والبيانات التي تم الإبلاغ عنها ذاتيا، أن 70 في المائة من المخيمين بولسبرينج قد حافظوا على وزنهم أو استمروا في الخسارة خلال ستة إلى تسعة أشهر بعد انتهاء المخيم. الوزن المتوسط بعد ذلك بلغ 7.4 رطلاً. قام البحث الذي أجراه الدكتور دانيال كيرشنباوم، المدير الطبي السابق لـولسبرينج ومدير مركز الطب السلوكيات وعلم النفس الرياضي في شيكاغو، بتتبع نتائج ولسبرينج على المدى الطويل مقارنة ببرامج فصل الصيف الأخرى. وفقا لأبحاث الدكتور كيرشنباوم، فإن المخيمين يثبتون باستمرار فقدان الوزن بمعدل 4 أرطال في الأسبوع، و30 رطل مجموع في 8 أسابيع. في دراسات المتابعة التي تستمر من 6 إلى 12 شهرًا، ويصبح فقدان المزيد من الوزن للمخيم 5-8 رطلا إضافياً، في المتوسط.